# Джон Кемпбелл (1870)
Джон Кемпбелл (англ. John Campbell; 19 лютого 1870, Рентон — 8 червня 1906, Сандерленд) — шотландський футболіст, що грав на позиції нападника за «Сандерленд» та «Ньюкасл Юнайтед».
Один з найкращих бомбардирів англійського футболу 1890-х, триразовий чемпіон Англії. 

## Ігрова кар'єра
Починав грати у футбол у команді «Рентон» з рідного міста.
1890 року був запрошений до англійського «Сандерленда», де відразу зарекомендував себе як один з найуспішніших нападників тогочасного футболу. В сезоні 1891/92, забивши 30 голів у 24 матчах, став найкращим бомбардиром англійської першості і допоміг «Сандерленду» уперше в його історії стати чемпіоном Англії. Згодом команда ставала чемпіоном країни і в сезонах 1892-1893 і 1894-1895, в яких Кемпбелл також забивав найбільше серед усіх гравців змагання. Таким чином гравець став першим триразовим володарем титулу найкращого бомбардира чемпіонату Англії, а його команда — першим триразовим чемпіоном Англії. Загалом відіграв за «Сандерленд» сім років, взявши участь у 186 матчах чемпіонату і забивши 133 голи.
1897 року перейшов до друголігового «Ньюкасл Юнайтед». Його 12 голів у 29 матчах допомогли команді посісти друге місце у Другом дивізіоні сезону 1897/98 і підвищитися у класі, утім по завершенні сезону шотландець команду залишив і взагалі припинив виступи на футбольному полі.
Помер 8 червня 1906 року на 37-му році життя.

## Титули і досягнення
- Чемпіон Англії (3):

«Сандерленд»: 1891-1892, 1892-1893, 1894-1895
- Найкращий бомбардир Футбольної ліги Англії (3): 1891-1892, 1892-1893, 1894-1895